# 新木曽川駅
新木曽川駅（しんきそがわえき）は、愛知県一宮市木曽川町黒田三ノ通りにある名古屋鉄道名古屋本線の駅である。駅番号はNH53。当駅で優等列車が普通と緩急接続を行うことが多い。

## 歴史
- 1935年（昭和10年）4月29日 - 開業[2]。
- 1948年（昭和23年）5月 - 上り待避線新設[3]。
- 1965年（昭和40年）2月14日 - 午前6時40分ごろ休憩室から出火し、木造平屋建て駅舎が全焼[4][5]。
- 1966年（昭和41年）3月30日 - 駅ビル（鉄筋4階建、2階以上はアパート）新築[6]。
- 2006年（平成18年）10月22日 - バリアフリー工事に伴い新跨線橋、エレベーター3基使用開始。
- 2008年（平成20年）12月27日 - 急行減便に伴い、朝9時以降は快速特急・特急が停車するようになる[7]。
- 2011年（平成23年）
  - 2月11日 - ICカード乗車券「manaca」供用開始。
  - 3月26日 - 正式に快速特急・特急停車駅となる（ただし平日朝の上り特急の一部は通過）。
- 2012年（平成24年）2月29日 - トランパス供用終了。
- 2023年（令和5年）3月18日 - 特急の特別通過がなくなり、ミュースカイ以外の全列車が停車となる。
- 2025年（令和7年）4月12日 - 特殊勤務駅となり、土休日のみ終日無人化[8]。

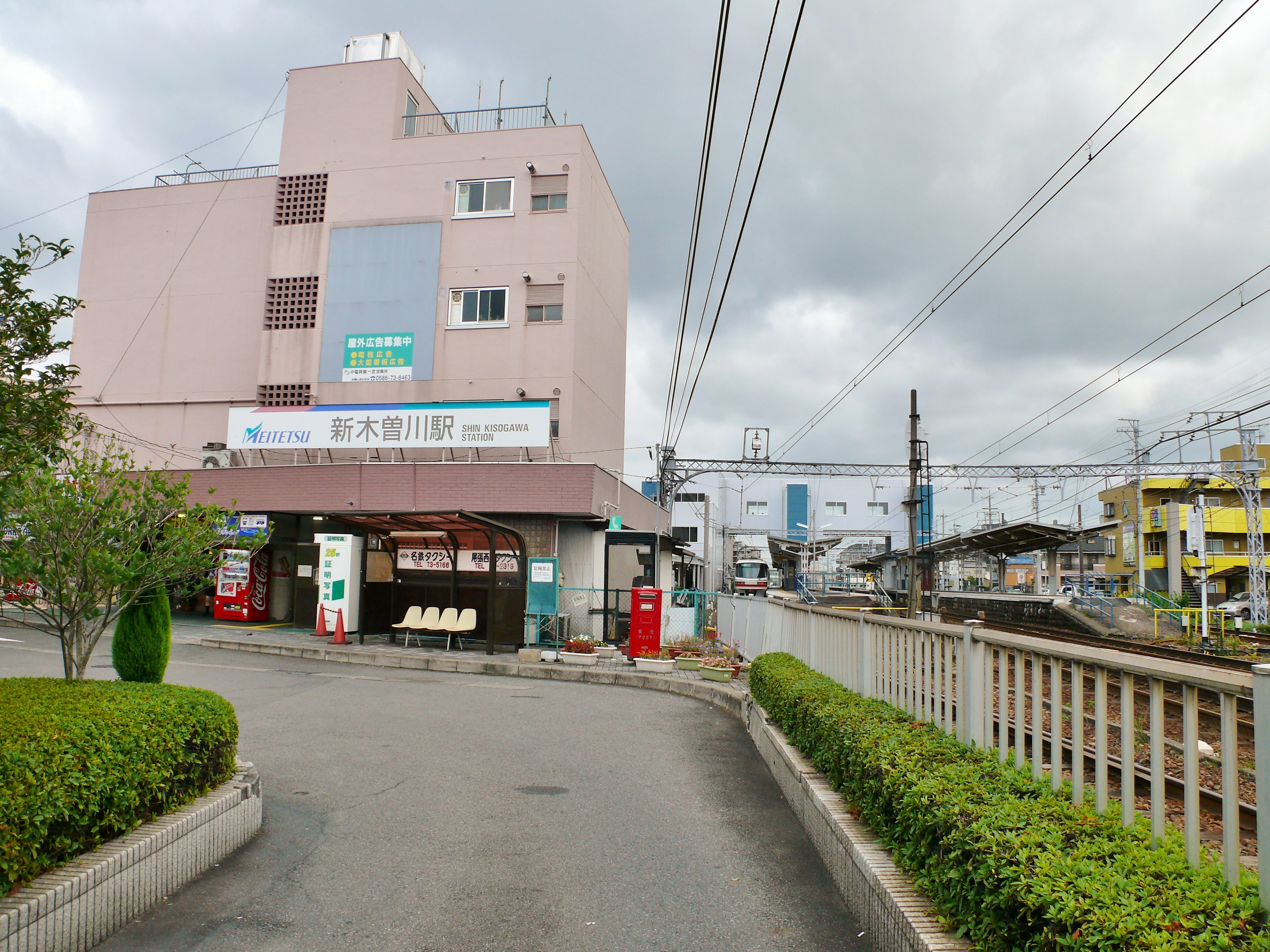
駅ビル解体前の新木曽川駅

## 駅構造
快速特急、特急、快速急行、急行、準急、普通列車が停車する。待避設備を備えた2面4線の島式ホームを持つ地上駅。平日7:30 - 10:30のみ駅員が配置されており（土休日は終日係員不在）、改札口付近には自動券売機（通勤manaca定期券（新規・継続）および通学manaca定期券（継続のみ）の購入も可能。ただし、クレジットカードカードでの決済は7:00～22:00の間に限られる。）及び自動精算機（ICカードのチャージ等も可能）を1台ずつ備えている。 岐阜側に片渡り線がある。駅舎は東側にあり、2つのホームとはエレベーター付きの跨線橋で繋がっている。橋上駅舎ではなく、西側に改札口もないため駅西側には直接出られない。ミュースカイは120km/h近くで通過する。ホームには駅自動放送装置の他に、通常のサイズを一回り小さくした小型のLED式列車案内も設置された。2016年（平成28年）頃に駅舎上のマンションが取り壊された。

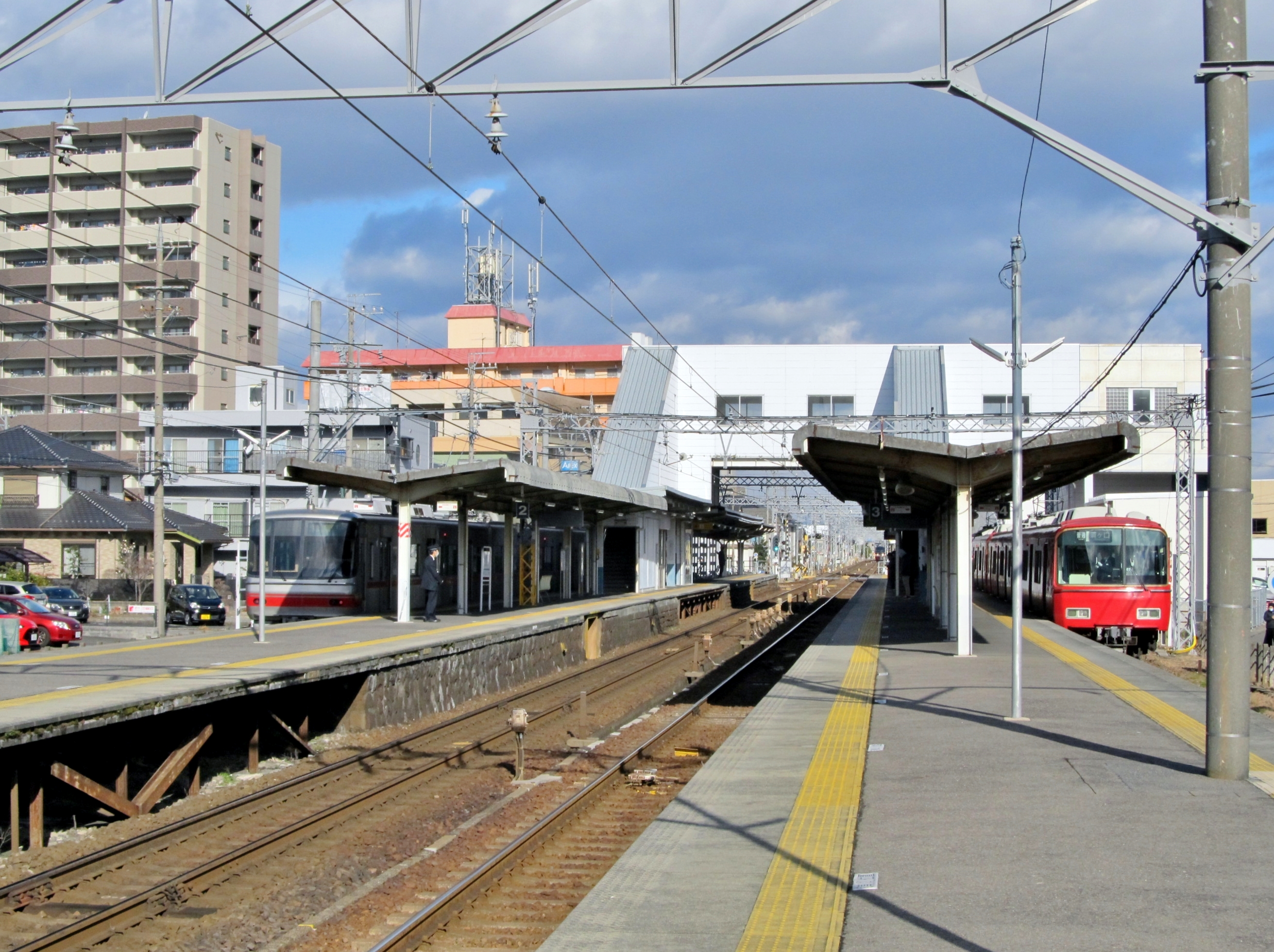
ホーム
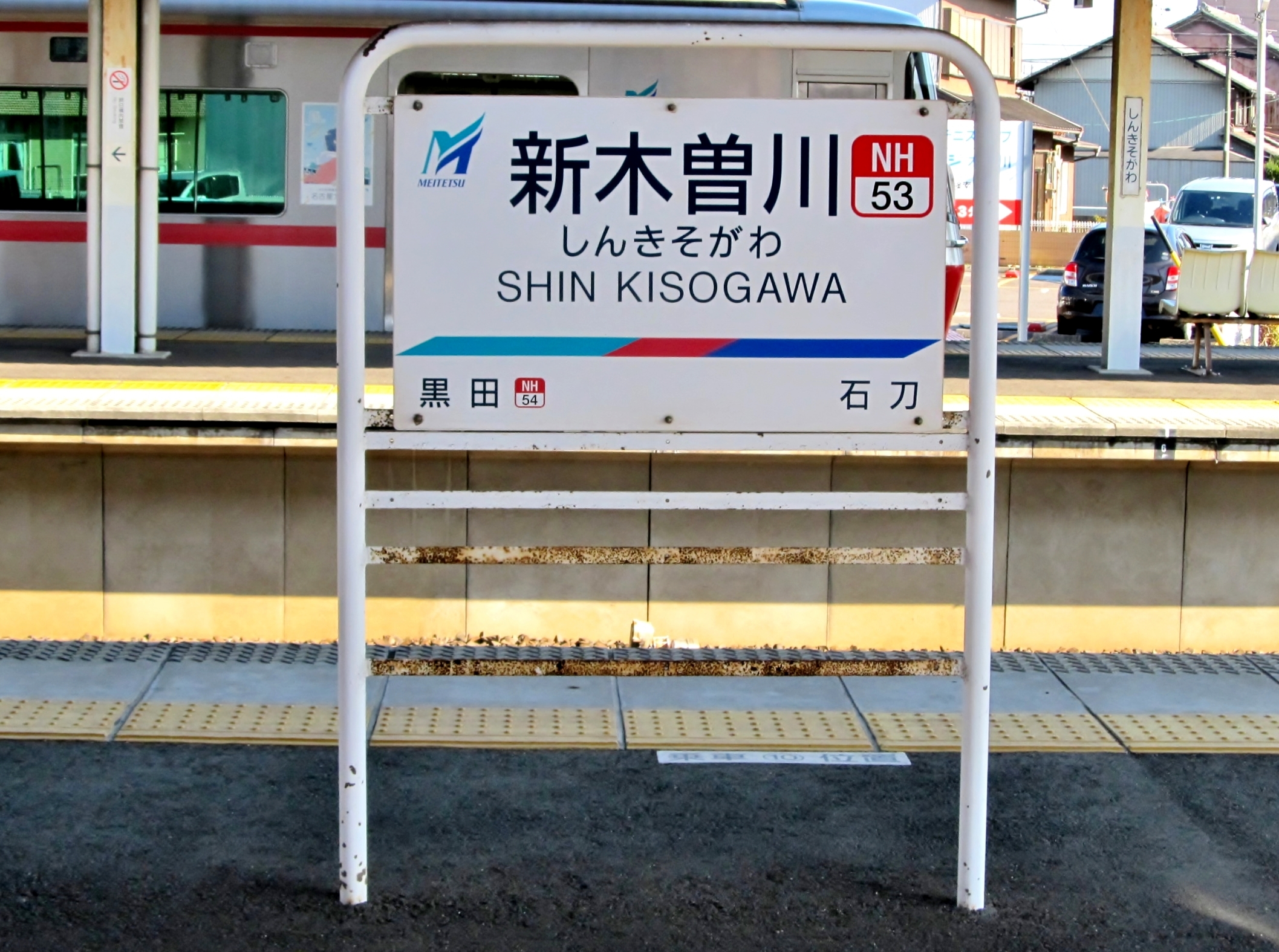
駅名標

| 番線 | 路線          | 方向 | 行先                                   | 備考   |
| ---- | ------------- | ---- | -------------------------------------- | ------ |
| 1    | NH 名古屋本線 | 下り | 名鉄岐阜ゆき                           | 待避線 |
| 2    | NH 名古屋本線 | 下り | 名鉄岐阜ゆき                           | 本線   |
| 3    | NH 名古屋本線 | 上り | 名鉄一宮・名鉄名古屋・中部国際空港方面 | 本線   |
| 4    | NH 名古屋本線 | 上り | 名鉄一宮・名鉄名古屋・中部国際空港方面 | 待避線 |

- ホーム
- 駅名標

### 配線図
| ← 一宮・ 名古屋方面 | 新木曽川駅 構内配線略図 | → 岐阜方面 |
| 凡例 出典:          |                         |            |

## 停車種別
ミュースカイ以外の全列車が停車する。
1999年5月10日ダイヤ改正までは一部の特急が特別停車していたが、利用が少ないことから同改正で通過となった。その後、約9年半後の2008年12月27日改正で朝ラッシュ以降の停車が復活した。
2000年3月21日改正改正から2001年10月1日改正までは新岐阜駅（現在の名鉄岐阜駅） - 須ヶ口駅間の列車の一部が当駅以北急行、当駅以南普通に種別変更していた。現在のダイヤでは急行が当駅で特急を待避することは土休日に1本だけだが2005年（平成17年） - 2007年（平成19年）には日中に下りの約半数（豊川稲荷駅発の列車）が待避していた。日中の岐阜行き普通列車はダイヤ乱れがない限り当駅を出ると終点の名鉄岐阜駅まで先着する（一応岐南駅でも待避可能）。
当駅終着、始発の営業列車は存在しないが深夜に名鉄岐阜駅や名鉄一宮駅から当駅まで回送されてきて夜間滞泊する列車がある。
人身事故などで岐阜側が不通になると当駅で名古屋方面への折り返し列車が設定されることがある。

## 利用状況
- 「移動等円滑化取組報告書」によると、2020年度の1日平均乗降人員は5,137人であった[11]。
- 『名鉄120年：近20年のあゆみ』によると2013年度当時の1日平均乗降人員は5,848人であり、この値は名鉄全駅（275駅）中70位、名古屋本線（60駅）中25位であった[12]。
- 『名古屋鉄道百年史』によると1992年度当時の1日平均乗降人員は8,292人であり、この値は岐阜市内線均一運賃区間内各駅（岐阜市内線・田神線・美濃町線徹明町駅 - 琴塚駅間）を除く名鉄全駅（342駅）中51位、 名古屋本線（61駅）中22位であった[13]。
- 愛知県の統計によれば、1日平均の乗車人員は、平成19年度2,641人、平成20年度2,627人である。愛知県内の名古屋本線の駅では、55駅中22位。

※ 特急停車駅としては利用客数は少ないが、当駅で特急列車と普通列車との緩急接続が行われており、相互列車間の乗り換え需要がある。しかし名鉄名古屋駅や名鉄岐阜駅までは特急利用でもJRの普通列車より遅いためJR木曽川駅には及ばない。

## 駅周辺
- 一宮市役所 木曽川庁舎
  - 駅の南へ約500m。
- 木曽川郵便局
  - 駅の南へ約500m。
- 十六銀行 木曽川支店
- JR東海道本線 木曽川駅
  - 当駅から北東へ約700m。黒田駅の方が近い。
- 黒田城址
  - 初代土佐藩主山内一豊の生誕地。駅から北東へ徒歩で約5分。
- 山内盛豊父子の墓
  - 市指定文化財。北東へ約500m。
- 川合玉堂生誕地
  - 西へ約1km。
- 一宮市循環バス
  - i-バス：木曽川・北方コース、一宮コース「木曽川庁舎」バス停下車。
- 国井病院
  - 駅東側すぐ。
- 平安会館 木曽川斎場
- 愛知県道175号江南木曽川線
  - 一宮木曽川ICへのアクセスルート。
- 愛知県道190号名古屋一宮線
  - 岐阜街道、鮎鮨街道：一宮市街地へのアクセスルート。

## 隣の駅
名古屋鉄道
NH 名古屋本線
□ミュースカイ
通過
□快速特急・■特急・□快速急行・■急行・■準急
名鉄一宮駅（NH50） - 新木曽川駅（NH53） - 笠松駅（NH56）
■普通
石刀駅（NH52） - 新木曽川駅（NH53） - 黒田駅（NH54）